# Barczewo
Barczewo (dawniej Wartembork, niem. Wartenburg in Ostpreussen) – miasto w północnej Polsce, w województwie warmińsko-mazurskim, w powiecie olsztyńskim, siedziba gminy miejsko-wiejskiej Barczewo. Położone jest nad rzeką Pisą Warmińską. Ośrodek usług, drobnego przemysłu: drzewnego, metalowego, chemicznego, włókienniczego oraz spożywczego.
Pod względem historycznym Barczewo leży na Warmii, na obszarze dawnego pruskiego terytorium plemiennego Galindii.
Miejsce narodzin polskiego kompozytora Feliksa Nowowiejskiego, twórcy m.in. Roty.

## Historia

### Początki miasta

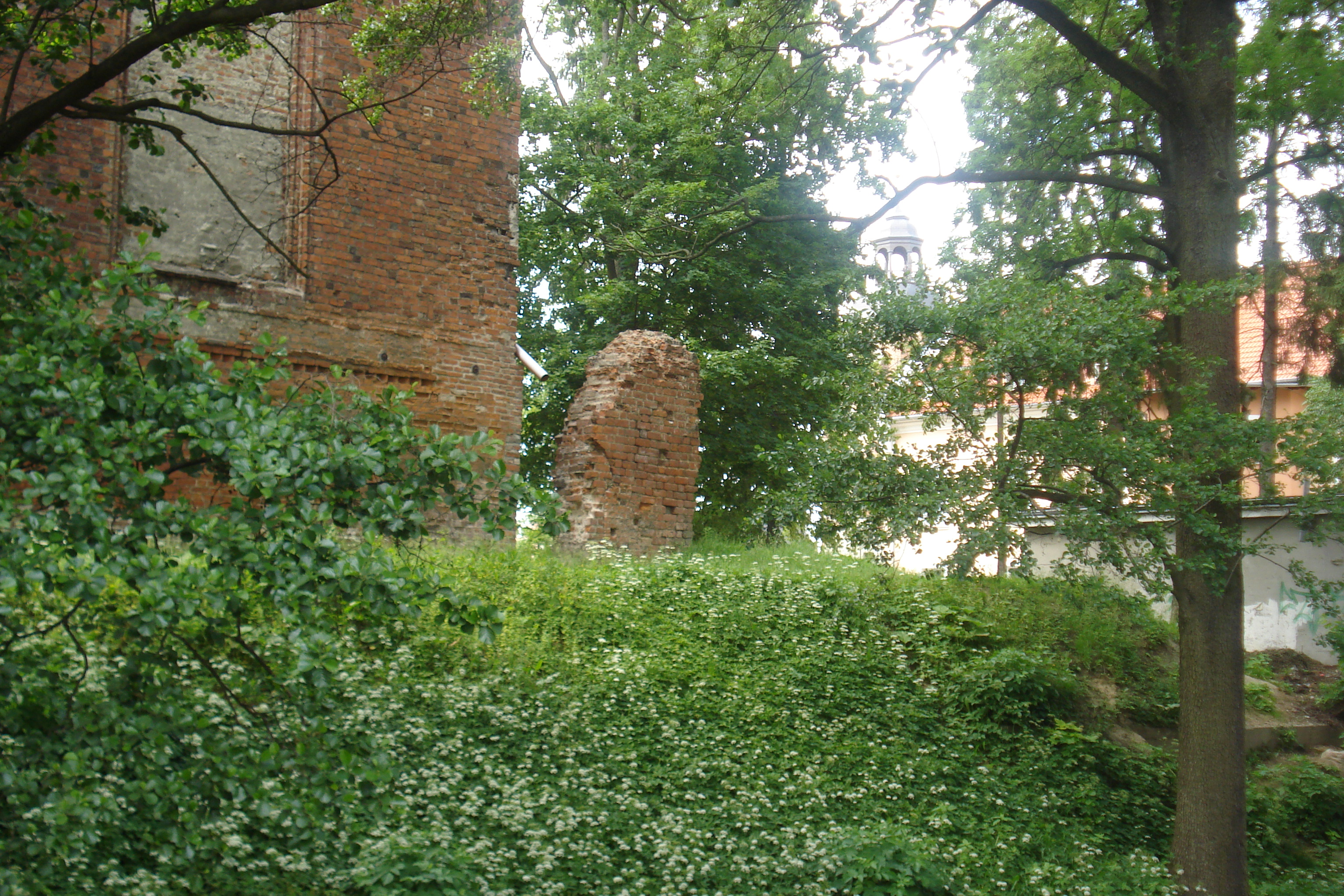
Zachowane fragmenty murów miejskich z XIV w. przy kościele św. Andrzeja

Barczewo powstało na terenie dawnej plemiennej pruskiej krainy Galindia, na terytorium zwanym ziemią Gunlauken. Pierwotnie lokowane było po 1325 roku w odległości 8 km od dzisiejszego Barczewa, w miejscu grodziska Stare Miasto położonego kilkaset metrów od wsi Barczewko.
Po zniszczeniu w 1354 roku pierwszego grodu przez Litwinów pod dowództwem Kiejstuta i Olgierda miasto lokowano w nowym miejscu, w którym znajduje się do dzisiaj. Nowe miasto uzyskało prawa miejskie 4 lipca 1364 z polecenia biskupa warmińskiego Jana II Stryprocka, a zasadźcą i sołtysem drugiej lokacji miasta był Henryk z Łajs.
Miasto wybudowano na planie prostokąta z centralnym rynkiem. W części północno-wschodniej zlokalizowany został kościół farny pod wezwaniem św. Anny, a w części południowo-wschodniej kościół franciszkański św. Andrzeja. Na północ od kościoła farnego zlokalizowany był zamek biskupi, w którym rezydował burgrabia zarządzający jednym z komornictw Księstwa Warmińskiego. Funkcję burgrabiego pełnił m.in. Bartosz Kromer – brat biskupa Marcina Kromera. Miasto posiadało dwie bramy miejskie: Olsztyńską i Jeziorańską oraz Furtę Zamkową. Parafia w ówczesnym Wartemborku przed reformacją należała do archiprezbiteratu w Jezioranach. W 1440 miasto przystąpiło do antykrzyżackiego Związku Pruskiego, na prośbę którego w 1454 król Kazimierz IV Jagiellończyk ogłosił wcielenie regionu z miastem do Królestwa Polskiego. W czasie wojny trzynastoletniej w 1455 zaciężne wojska krzyżackie zajęły miasto.

### W I Rzeczypospolitej i w zaborze pruskim
Na mocy pokoju toruńskiego miasto wraz z całą Warmią włączone zostało do Królestwa Polskiego. W czasie ostatniej wojny polsko-krzyżackiej w 1521 zamek został obroniony przed Krzyżakami. W 1538 Wartembork odwiedził Mikołaj Kopernik, który jako przedstawiciel kapituły towarzyszył biskupowi Janowi Dantyszkowi w czasie objazdu diecezji warmińskiej, gdy ten odbierał hołd od poddanych. W 1544 znaczną część zabudowy zniszczył pożar, kolejne miały miejsce w 1594 i 1596. Wskutek I rozbioru Polski w 1772 miasto wcielone zostało do Prus, i wraz z nimi weszło w 1871 w skład zjednoczonych Niemiec, rok później miasto uzyskało połączenie kolejowe. W 1810 roku władze pruskie po sekularyzacji majątku zakonu franciszkanów, na terenie byłych ogrodów klasztornych powołały dom karny. W 1862 roku została utworzona gmina żydowska. W 1871 powstał cmentarz żydowski, a w 1894 roku na miejscu domu modlitw synagoga. W 1877 urodził się w mieście Feliks Nowowiejski. W 1885 w Barczewie powstała trzecia na terenie Warmii polska księgarnia należąca do Adama Napieralskiego. Pod koniec XIX wieku w Barczewie mieszkało 104 Żydów, stanowiąc ok. 2,6% populacji.

### W Polsce Ludowej i III Rzeczypospolitej

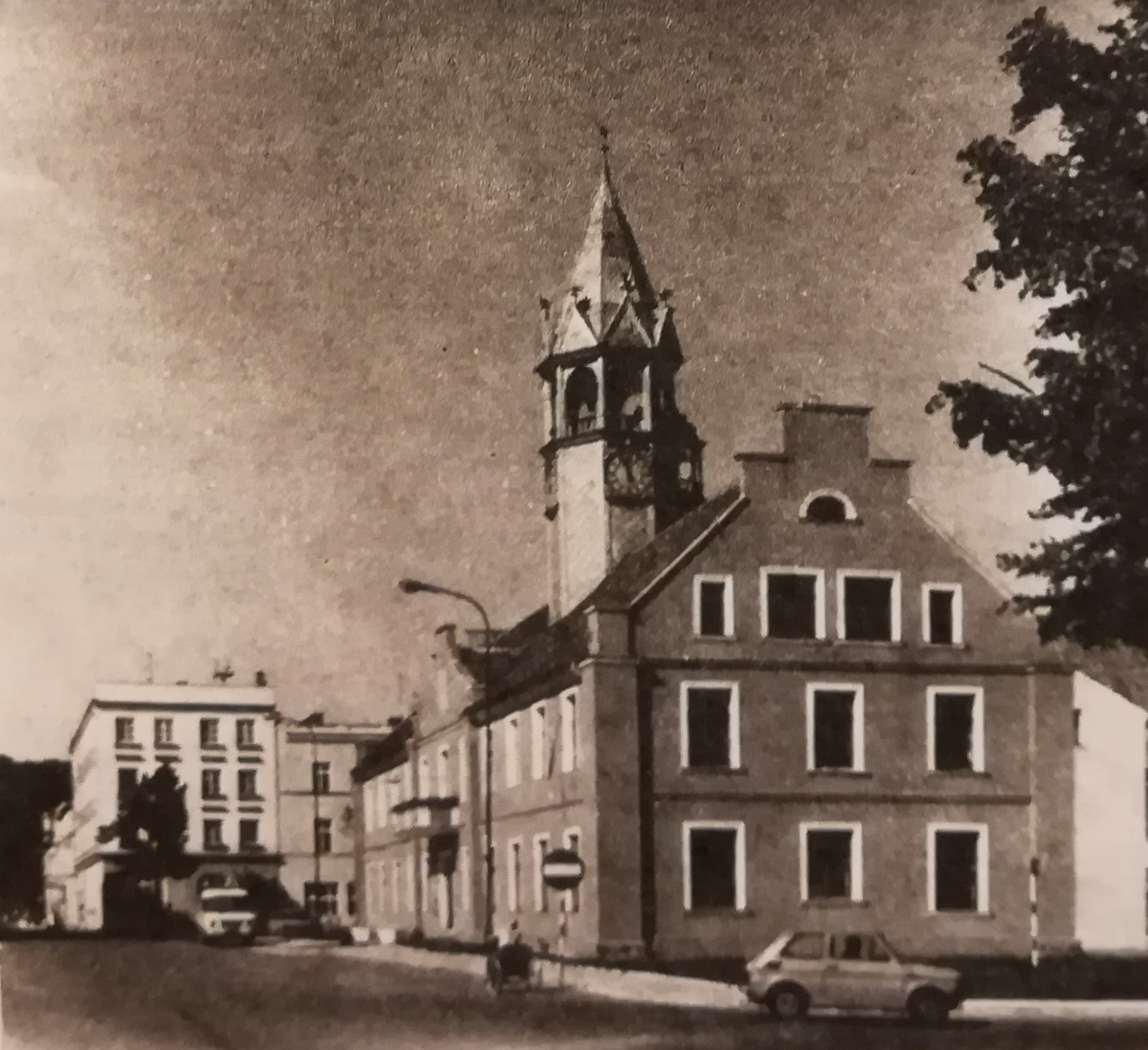
Ratusz w Barczewie w 1988 r.

W 1939 r. w Barczewie mieszkało 23 Żydów – jeszcze przed wybuchem wojny byli osadzani m.in. w obozie karnym w Olsztynie oraz obozie koncentracyjnym w Sachsenhausen. Pozostałych uwięziono najprawdopodobniej w 1940 r. w olsztyńskim getcie, zlokalizowanym w żydowskim domu starców.
Podczas II wojny światowej zniszczeniu uległa część zabudowy rynku i okolicznej zabudowy. 31 stycznia 1945 r. miejscowość została zajęta przez wojska 3 armii II Frontu Białoruskiego Armii Czerwonej (ku ich czci postawiono w 1985 roku na ówczesnej ul. gen. Świerczewskiego obelisk), później zaś przekazana administracji polskiej. Pozostałą w mieście ludność niemiecką wysiedlono. Ze względu na niemieckie brzmienie historycznej nazwy Wartembork, 15 września 1946 roku władze polskie zmieniły ją na Nowowiejsk, a 4 grudnia 1946 roku ostatecznie na Barczewo dla uczczenia pamięci księdza Walentego Barczewskiego. Od 1946 miasto administracyjnie należało do województwa olsztyńskiego (tzw. dużego), a następnie w latach 1975–1998 do województwa olsztyńskiego (tzw. małego). W latach 1954–1972 miasto nie należało, ale było siedzibą władz gromady Barczewo. W czasie Polski Ludowej w mieście działał tartak, mleczarnia, młyn gospodarczy, tuczarnia trzody chlewnej, ubojnia drobiu i fabryka konserw mięsnych, a także octownia i fabryka past i świec.

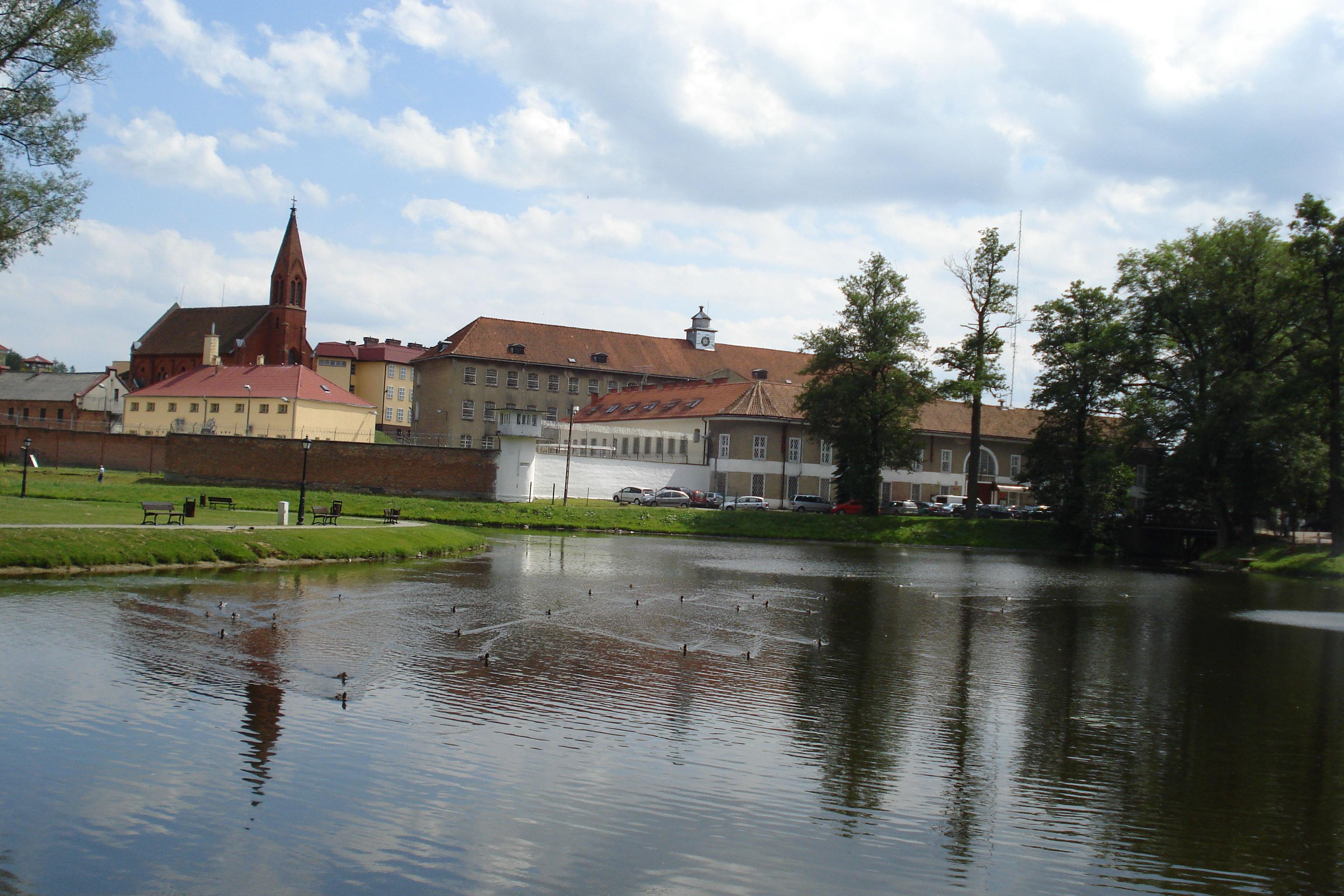
Zakład Karny Barczewo

W barczewskim zakładzie karnym 12 listopada 1986 roku zmarł zbrodniarz wojenny, były gauleiter i nadprezydent Prus Wschodnich, Erich Koch. Więzienie to w latach 80. XX wieku było więzieniem politycznym, w którym przetrzymywano działaczy antykomunistycznych (m.in. Władysława Frasyniuka, Adama Michnika, Leszka Moczulskiego i Józefa Szaniawskiego). W czerwcu 1987 miała miejsce katastrofa budowlana magazynu Samopomocy Chłopskiej.
W roku 1991 ukazała się pierwsza w powojennej historii miasta gazeta samorządowa „Nowiny Barczewskie”. Pomysłodawcą i pierwszym redaktorem był Tadeusz Rynkiewicz. „Nowiny Barczewskie” zostały w późniejszym czasie przekształcone na „Wiadomości Barczewskie”, które pełnią role gazety bezpłatnej o profilu informacyjnym, wydawaną co miesiąc. 

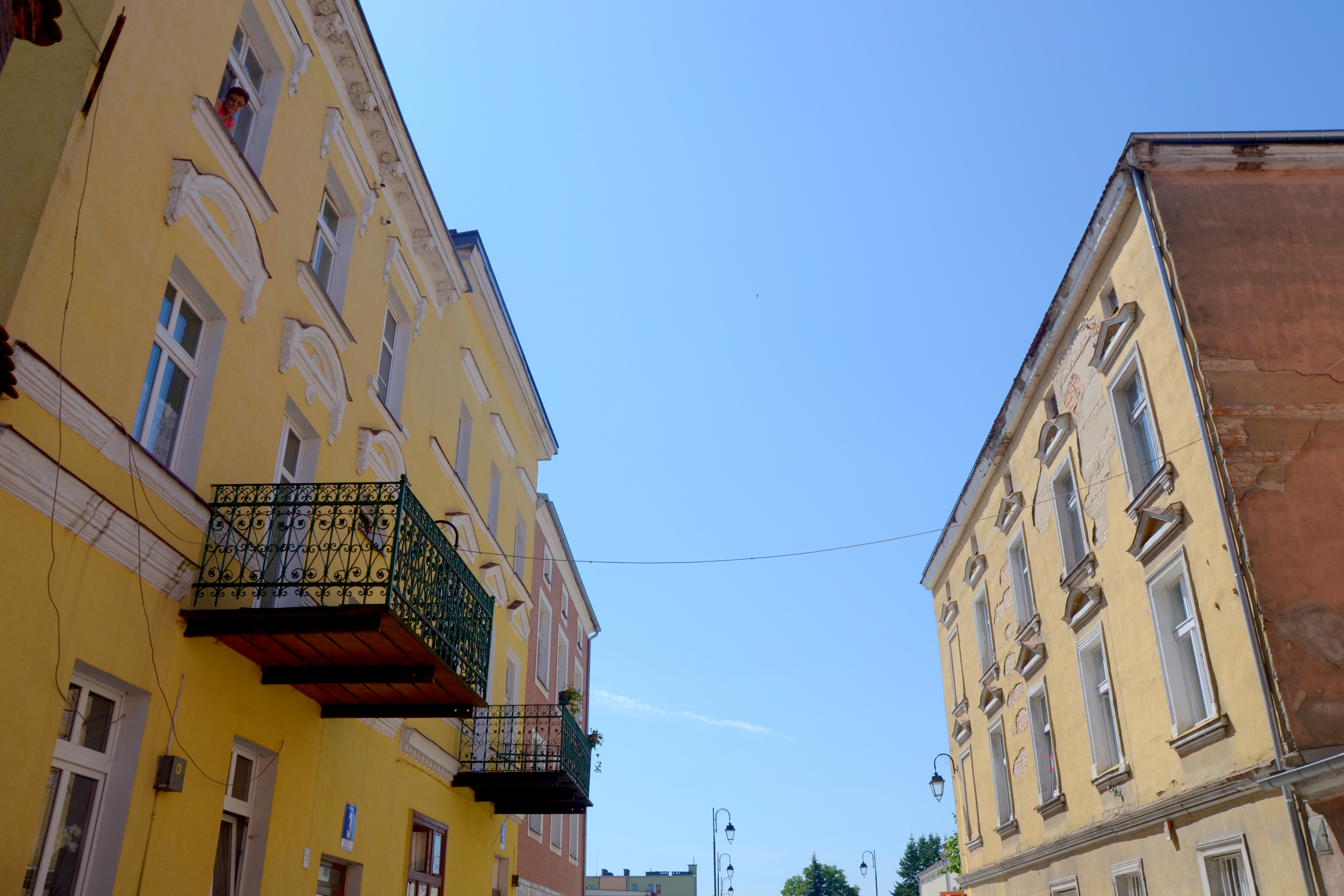
Kamienice na Starym Mieście

31 grudnia 2011 roku zakończyła się rewitalizacja wschodniej części Starego Miasta w Barczewie. Podczas prac na parkingu przy ulicy Kopernika odkryto i zakonserwowano mury kamienic mieszczańskich. W tych miejscach zorganizowano dwa stałe stanowiska archeologiczne i udostępniono je dla turystów. Zakres rewitalizacji objął ulice: Nowowiejskiego, Kopernika, Mazurską, Krótką, Klasztorną oraz Plac Ratuszowy do ul. Mickiewicza. Wymieniono również sieć wodociągowo-kanalizacyjną, gazową i energii elektrycznej.
W listopadzie 2013 Barczewo zostało przyjęte do Międzynarodowego Stowarzyszenia Cittàslow.

## Demografia
Liczba mieszkańców Barczewa w latach
- 1815: 1790 (40 Żydów)
- 1861: 3272 (77 Żydów)
- 1875: 4055
- 1880: 4499 (111 Żydów)
- 1933: 4818 (40 Żydów)
- 1939: 5841 (23 Żydów)
- 1965: 6325
- 1990: 9525
- 2011: 8112

Piramida wieku mieszkańców Barczewa w 2014 roku.

## Zabytki

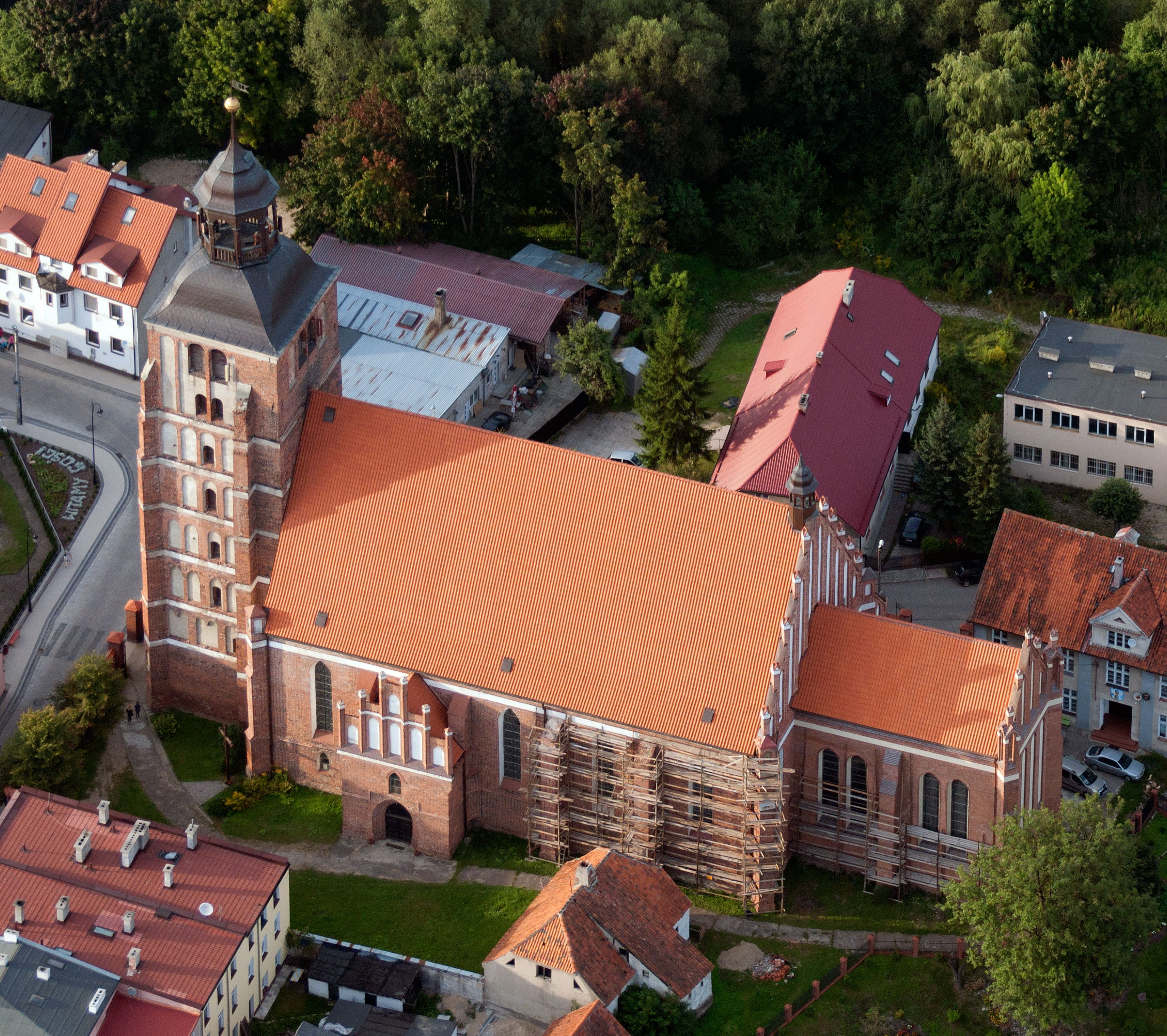
Kościół św. Anny na Starym Mieście

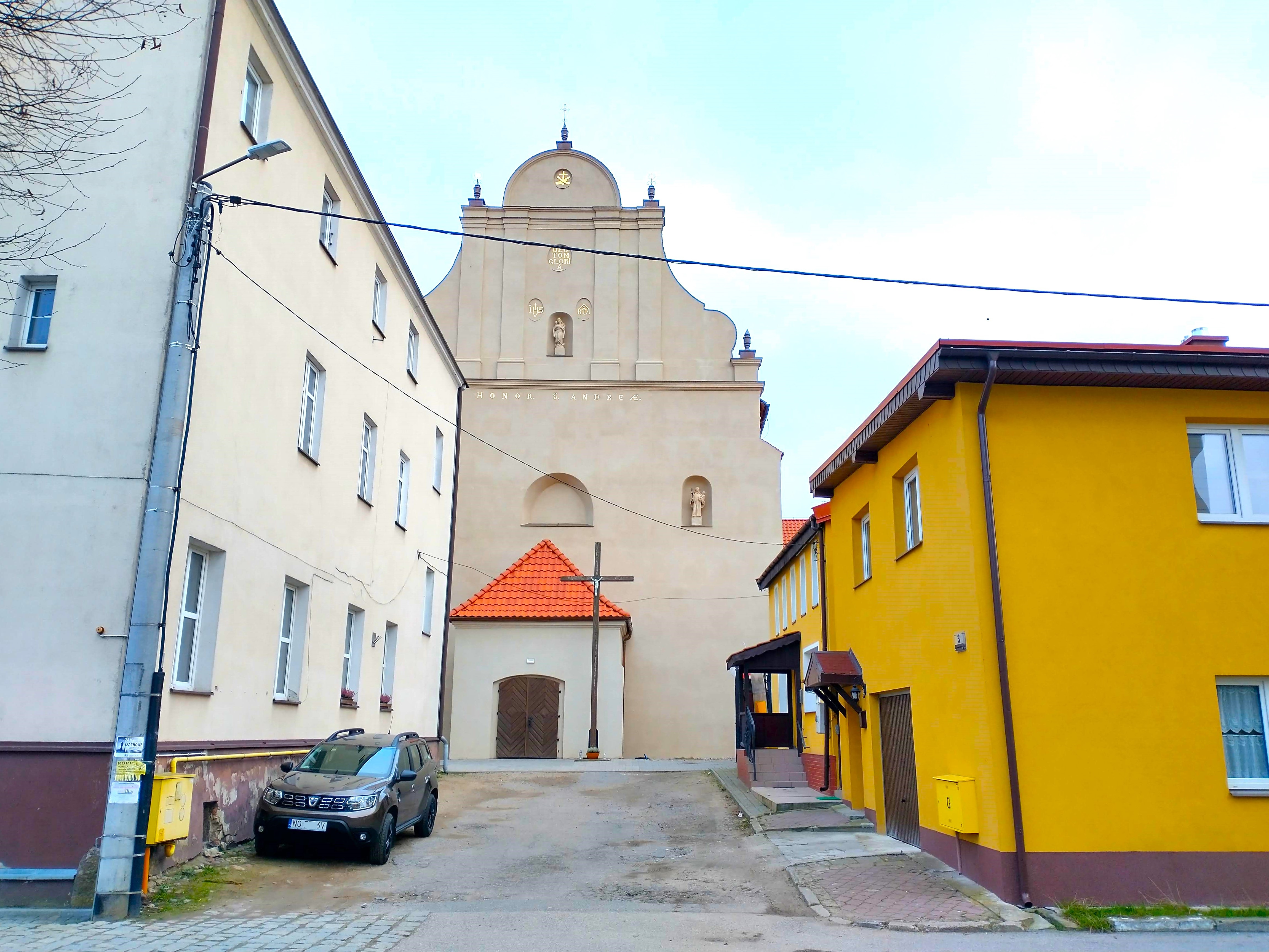
Kościół św. Andrzeja Apostoła na Starym Mieście

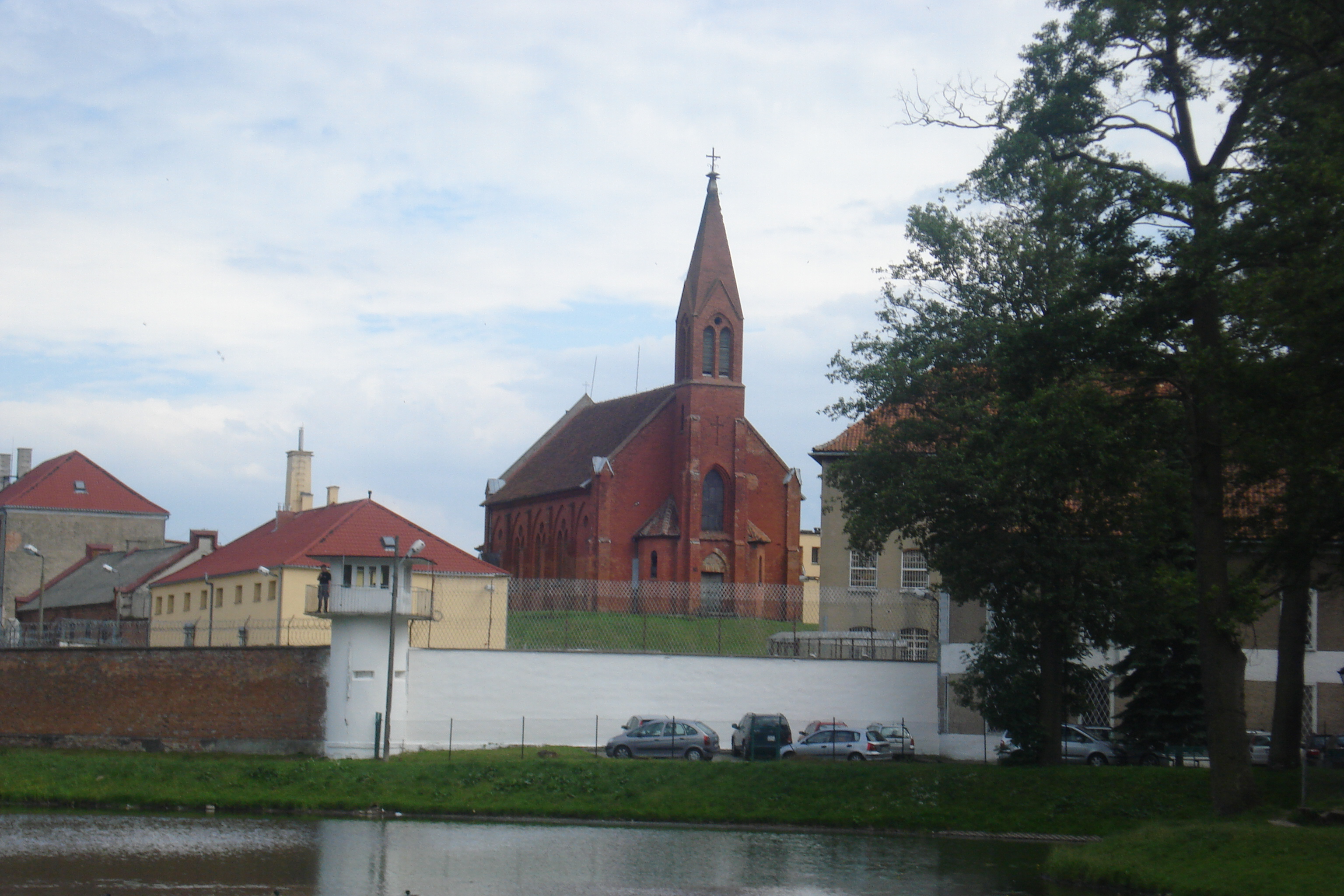
Kościół więzienny pw. św. Dyzmy Dobrego Łotra

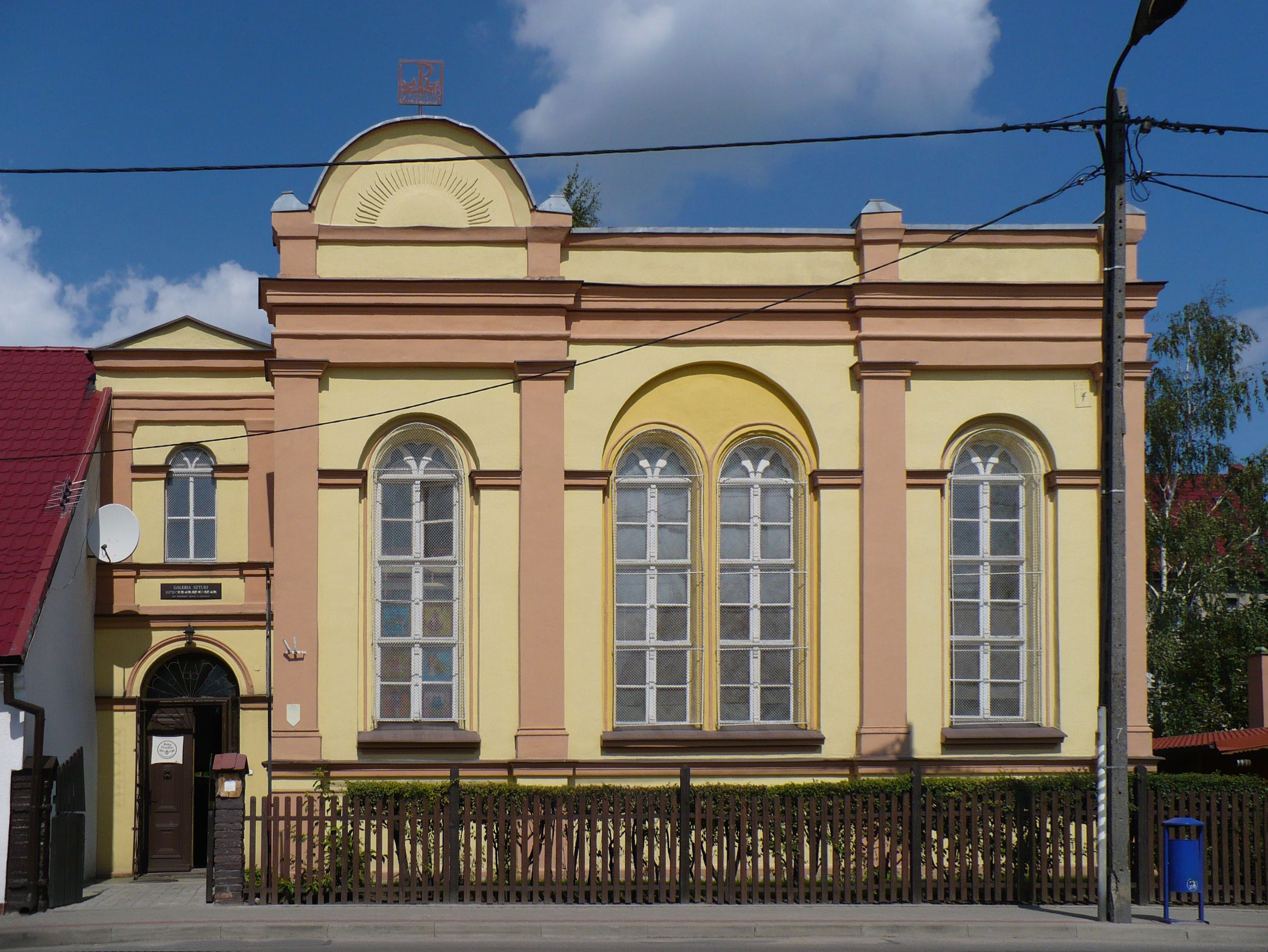
Synagoga na Starym Mieście

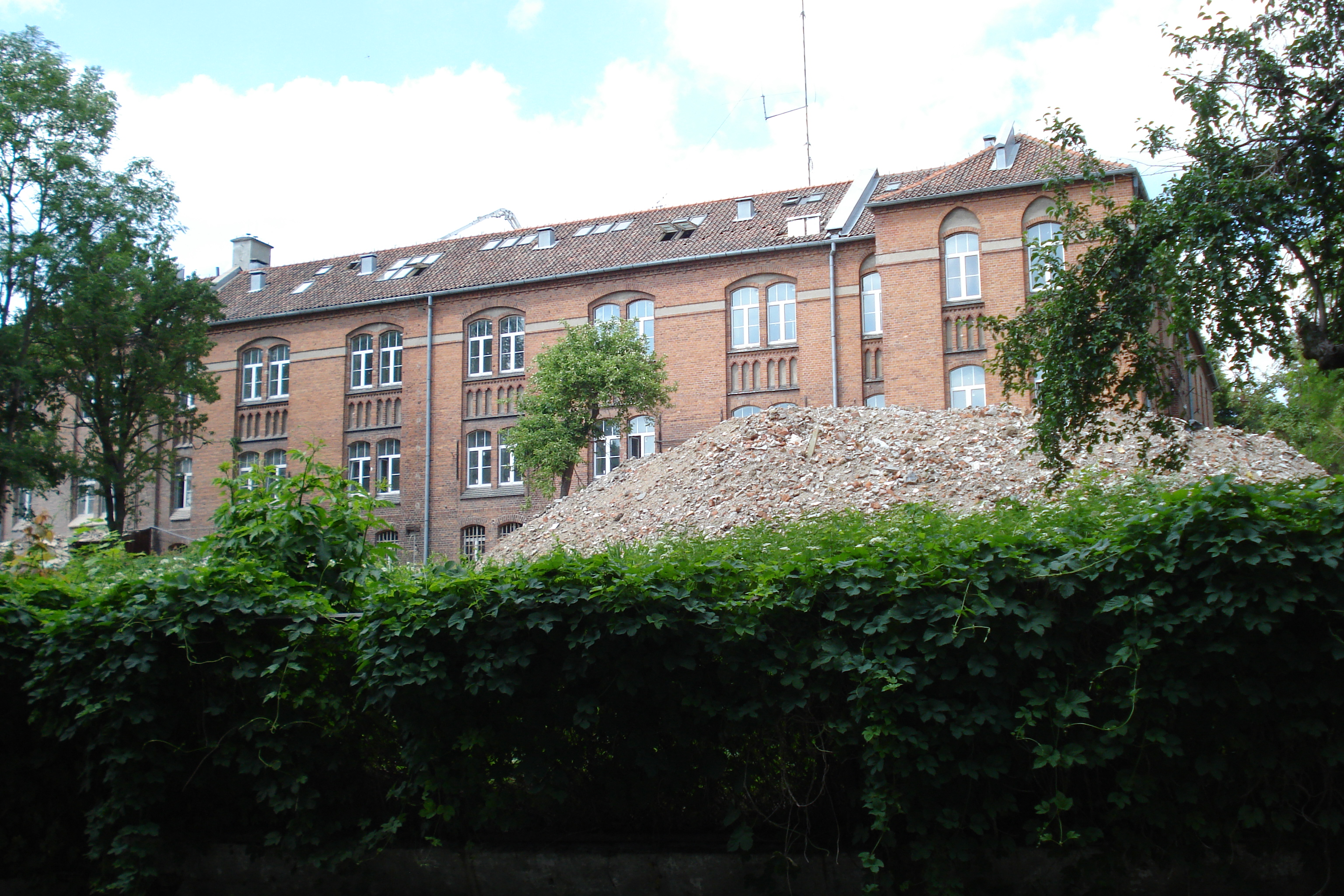
Szpital Miejski

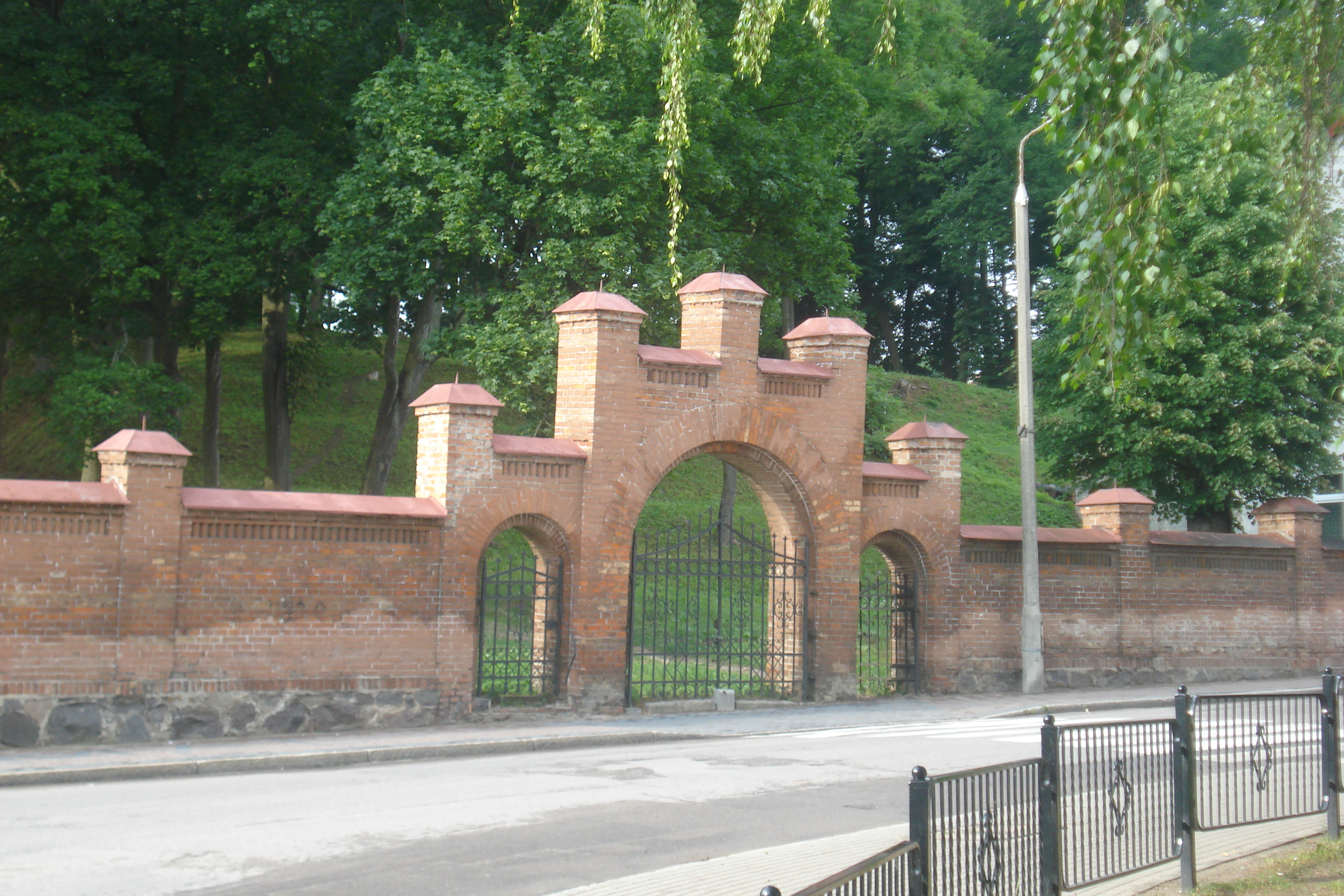
Brama cmentarna

Średniowieczna część Barczewa położona jest na planie prostokąta z regularną siatką ulic o charakterystycznej zabudowie małomiasteczkowej. Do zabytków architektonicznych Barczewa należą:
- kościół św. Anny i Szczepana – został wybudowany w 1386 roku, w stylu gotyckim. Ulegał wielokrotnie pożarom. Kościół ma długość 46 metrów i szerokość 17 metrów. Zbudowany jest z czerwonej, wypalanej cegły. W 1894 roku dobudowano prezbiterium. Pożar z 1850 roku miał największy wpływ na wygląd kościoła. Obok budynku znajduje się Dom Parafialny z połowy XIX wieku. Kościół w ostatnich latach ulegał gruntownym remontom, między innymi dzięki środkom z Unii Europejskiej. Między innymi wymieniono dachówkę[17]
- Kościół św. Andrzeja Apostoła – kościół z XIV w., przebudowany w XVI w.; z zachowanym cenotafem kardynała Andrzeja Batorego, bratanka króla Polski Stefana, pochodzącym z epoki renesansu, przedstawiającym braci Batorych. Pomnik przedstawia leżącą postać Baltazara Batorego w zbroi. W górnej części przedstawiony został kardynał Andrzej, który modli się klęcząc. Kardynał Andrzej nie został pochowany w kaplicy, lecz zginął w Siedmiogrodzie. Jest dziełem Willema van den Blocke, który wykuł go w różnobarwnym marmurze gdańskim[18]. Kościół jest miejscem spoczynku sekretarza królewskiego Pawła Górnickiego.
- Ratusz neogotycki z XIX w.
- Zamek biskupi (niezachowany)
- Kościół Więzienny św. Dyzmy w Barczewie – znajdujący się na terenie Zakładu Karnego przy ulicy Klasztornej. Budowany od 1808 roku, zbudowany ostatecznie w 1872 roku stworzony głównie dla mieszkańców i personelu Zakładu Karnego. W 1944 roku kościół częściowo został przeobrażony w niemiecką szwalnie mundurów wojskowych[19]
- Neogotycki kościół ewangelicko-augsburski – znajdujący się przy ulicy Grunwaldzkiej. W 1870 roku położono kamień węgielny pod budowę kościoła, miejscem plebanii dla księży którzy odprawiali liturgie w tym kościele był budynek Domu Kultury. Kościół mieścił do 400 osób, w tym 300 siedzących. Budowla ma długość 27 metrów, szerokość 12,3 metrów i wysokość 15 metrów. Wieża ma wysokość 30 metrów. Kościół został oddany do użytku w 1871 roku[20]. Obecnie wykorzystywany jest jako sala koncertowa o nazwie „Europejskie Centrum Kultury”.
- Muzeum Feliksa Nowowiejskiego w Barczewie – znajdujące się przy ulicy Mickiewicza 13, otwarcie muzeum odbyło się 15 lipca 1961 roku, obecnie budynek nosi nazwę Salonu Muzycznego im. Feliksa Nowowiejskiego. Mieści się w miejscu gdzie urodził się i żył sam kompozytor. Znajduje się tu wiele eksponatów i pamiątek, odbywają się liczne koncerty, wystawy i zajęcia gry na instrumentach muzycznych[21].
- Synagoga – ostatnia ocalała synagoga na Warmii, znajdująca się przy ulicy Kościuszki
- Brama Południowa – fragmenty gotyckiej bramy z XIV wieku, znajdującej się przy ulicy Mostowej[22]
- Szpital św. Antoniego (Mariacki) – wybudowany w 1902 roku, w stylu neogotyckim, budynek zastąpił stary szpital miejski zbudowany w 1733 roku, który został rozebrany w 1976 roku. Początkowo w jednym z pomieszczeń urządzono kaplicę św. Antoniego, a od strony frontowej szpitala postawiono figurę Matki Boskiej, która do tej pory się tu znajduje. Obok budynku znajduje się cmentarz ewangelicki, na którym w czasie II wojny światowej pochowani zostali żołnierze niemieccy. Przeszedł remont w 1997 roku. Obecnie trwa przekształcanie budynku szpitala i oddawanie go Związkowi Polskich Kawalerów Maltańskich. Otwarcie przewidywane jest na 1 stycznia 2012 roku[23] Obecnie (maj 2014 r.) w byłym szpitalu znajduje się Zespół Opieki Leczniczej (Powiatowy Szpital Pomocy Maltańskiej pw. Bł. Gerarda Fundacji Polskich Kawalerów Maltańskich – „Pomoc Maltańska” w Warszawie Oddział w Barczewie)[24].
- Wieża ciśnień – znajdująca się na terenie Osiedla Zielonego, została wybudowana w 1907 roku, posiada zbiornik o pojemności 150 m³[20]
- Dworzec kolejowy wzniesiony po 1880 roku
- Kaplica cmentarna przy cmentarzu katolickim – znajdująca się przy ulicy Kościuszki, wybudowana w latach sześćdziesiątych XX wieku
- Brama cmentarna – znajdująca się przy ulicy Armii Krajowej
- Pozostałości murów miejskich (XIV w.)
- Warmińskie kapliczki przydrożne:
  - przy ulicy Warmińskiej – najstarsza, pochodząca z 1607 r. kapliczka dwukondygnacyjna[25]
  - przy ulicy Olsztyńskiej – neogotycka z XIX w.
  - przy ulicy Granicznej – klasycystyczna pochodząca z XIX w.
  - przy ulicy Mostowej – czworoboczna, pochodząca z 1800 roku
  - przy ulicy Wojska Polskiego – neogotycka z 1862 roku
- Wikarówka – zwana dawną plebanią przy ulicy Feliksa Nowowiejskiego
- Cmentarz Katolicki przy ulicy Armii Krajowej – znajdują się tu nagrobki z XIX i początku XX wieku[26]
- Cmentarz Ewangelicki – znajdujący się przy ul. Niepodległości, gdzie zostawali chowani między innymi żołnierze niemieccy w trakcie II wojny światowej, którzy po przebyciu w Szpitalu znajdującym się obok umierali.
- Cmentarz żydowski w Barczewie (ul. Warmińska)[27]
- Dawny Cmentarz Więzienny przy ul. Kościuszki – funkcjonujący głównie podczas I wojny światowej[28]
- Średniowieczny układ przestrzenny starego miasta
- Zakład Karny w Barczewie – zakład karny zbudowany na terenie byłego klasztoru franciszkanów, znajdujący się przy ulicy Klasztornej 7, budynki pochodzą z końca XVIII wieku. W barczewskim zakładzie karnym 12 listopada 1986 roku, zmarł były gauleiter i nadprezydent Prus Wschodnich Erich Koch. Więzienie to w latach 80. XX wieku było więzieniem politycznym, w którym przetrzymywano działaczy antykomunistycznych (m.in.: Władysława Frasyniuka, Adama Michnika i Leszka Moczulskiego).

Dwa kilometry od Barczewa, nad rzeką Pisą znajduje się Góra Krzyżowa, która według źródeł historycznych jest miejscem dawnej osady pruskiej.

## Geografia

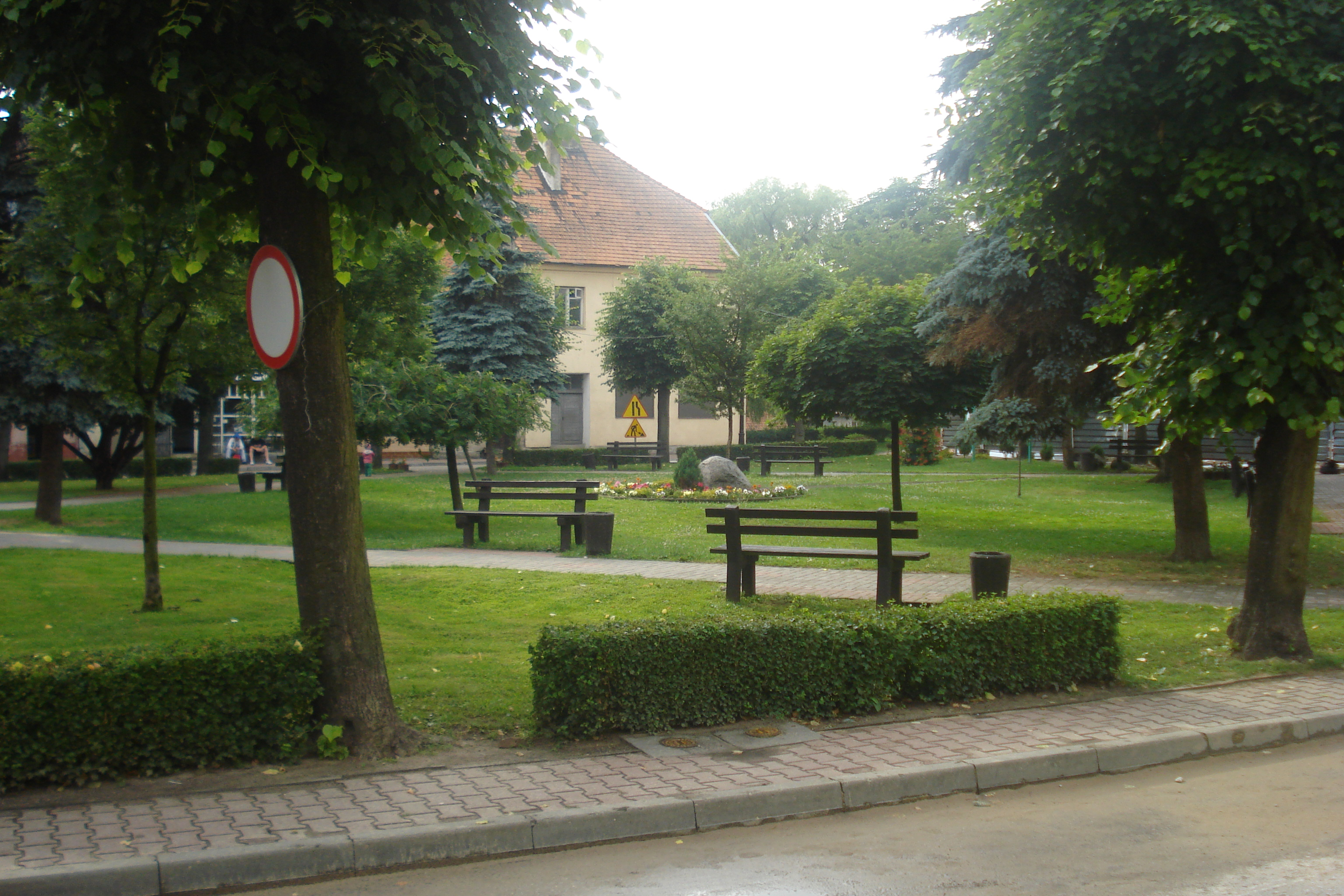
Jeden z parków przy ratuszu w Barczewie

### Ukształtowanie powierzchni

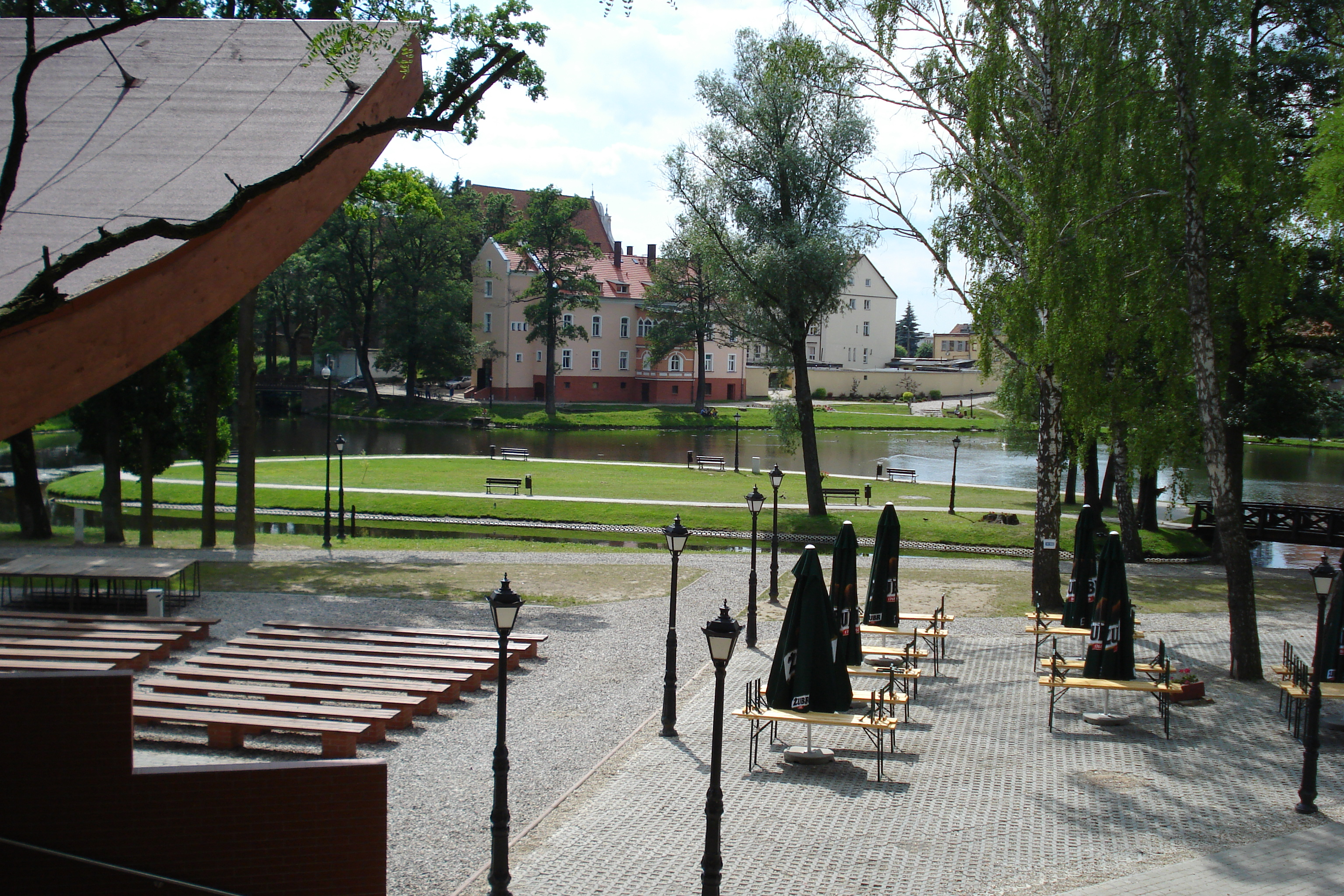
Staw Więzienny

Teren, na którym położone jest Barczewo charakteryzuje się dużą liczbą jezior oraz pagórków pochodzenia lodowcowego, które mają wpływ na kształtowanie mikroklimatu w mieście i najbliższej okolicy. Ukształtowanie powierzchni nastąpiło w ostatniej fazie zlodowacenia. Miasto leży w krajobrazie młodo-glacjalnym, pagórkowatym, pojeziernym. Teren miasta, jak i najbliższej okolicy pod względem hipsometrycznym jest bardzo urozmaicony. Obok wzgórz morenowych występują obszary nizinne. Maksymalna deniwelacja dochodzi do 75 m.

### Klimat
Barczewo leży w odmianie przejściowej klimatu umiarkowanego ciepłego. Średnia roczna temperatura roczna waha się pomiędzy +6,6 °C a +7,1 °C. Najwyższa średnia temperatura występuje w lipcu i wynosi +17,9, a najniższa średnia temperatura występuje w styczniu i dochodzi do –3,5 °C. Średnia suma opadów w skali roku wynosi od 550 do 600 mm. Przeciętnie w ciągu roku opady występują przez około 140 dni, liczba dni z przymrozkami wynosi 130, natomiast pokrywa śnieżna zalega średnio przez 83 dni. W ciągu całego roku dominują wiatry południowo-zachodnie i zachodnie. Jesienią i zimą wzrasta udział wiatrów południowych, zaś wiosną i latem północno-zachodnich.

## Kultura

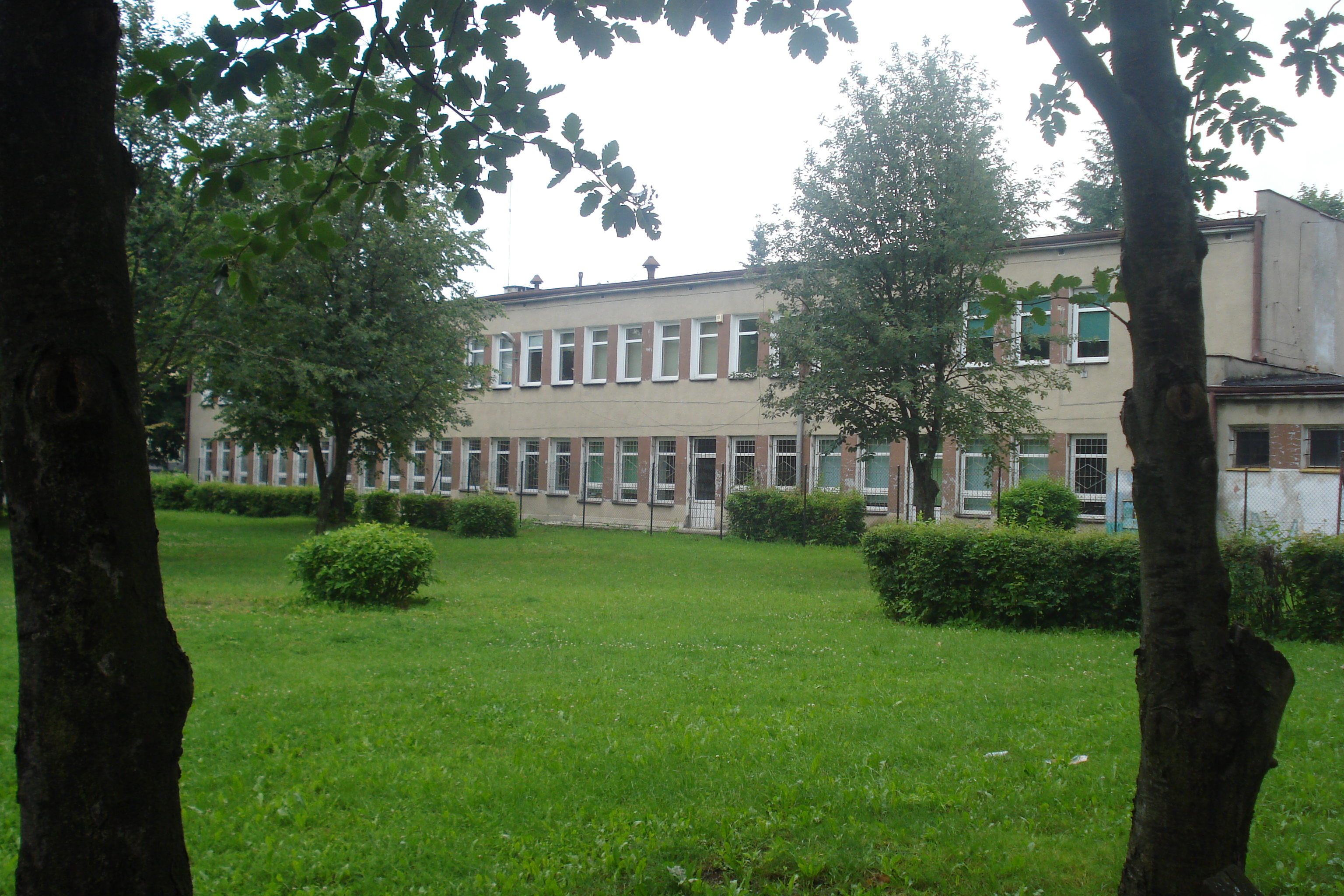
Centrum Kultury i Promocji Gminy w Barczewie

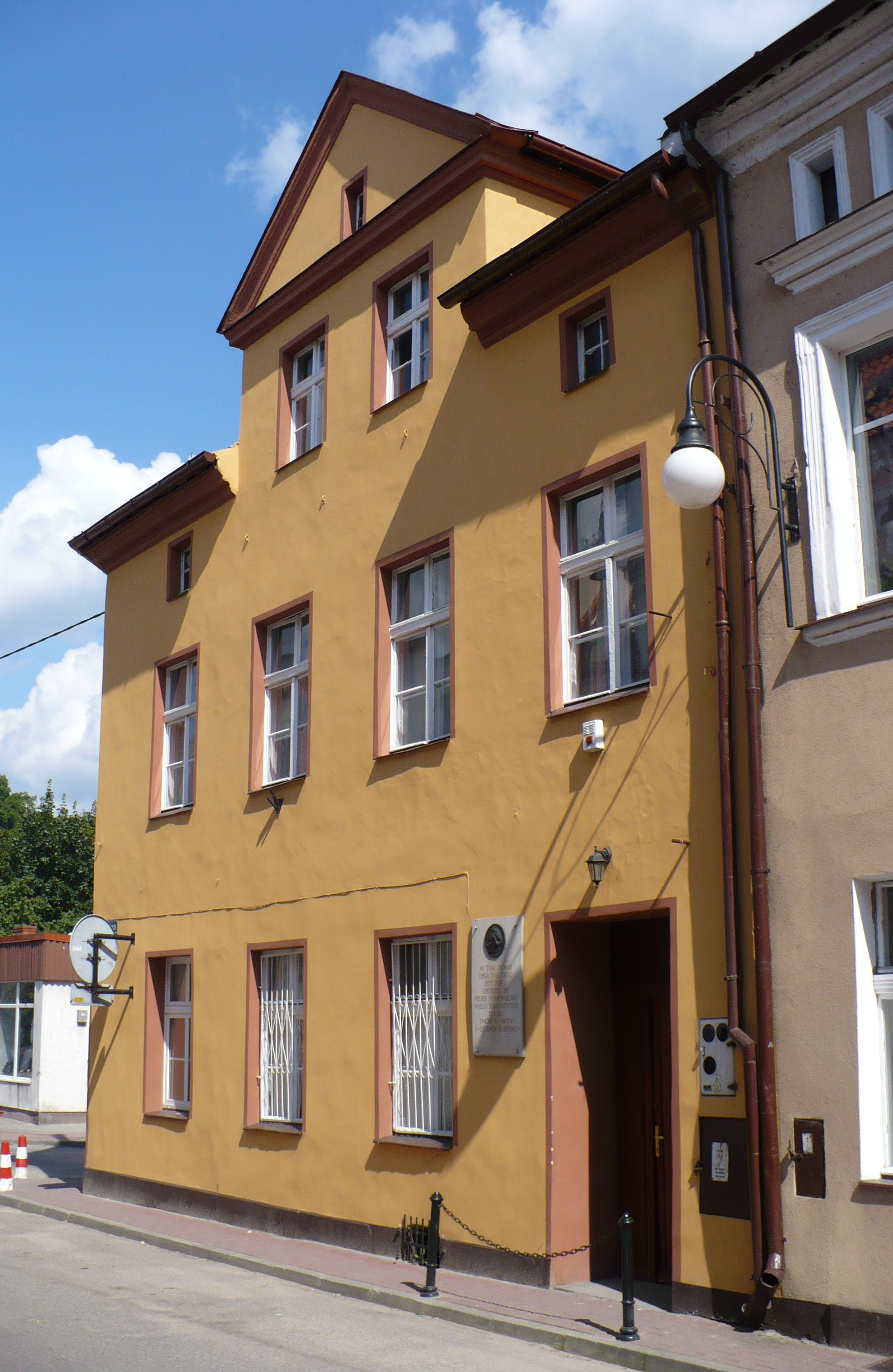
Muzeum Feliksa Nowowiejskiego w Barczewie znajdujące się w miejscu, w którym wcześniej znajdował się dom rodzinny kompozytora

Życiem kulturalnym Barczewa opiekuje się Centrum Kultury i Promocji Gminy w Barczewie znajdujące się przy ulicy Słowackiego jest organizatorem wielu imprez rozrywkowych, kulturalnych, oświatowych i lokalnych w mieście. Organizuje on zajęcia kulturalne dla młodzieży, dzieci, dorosłych i osób starszych. Odbywają się tu zajęcia plastyczne, wokalne, lingwistyczne, nauki gry na instrumentach i nauki fotografowania. Do zadań Centrum Kultury i Promocji Gminy należy popularyzacja Salonu Muzycznego im. Feliksa Nowowiejskiego, prowadzenie biblioteki gminnej, nadzorowanie działalności wiejskich świetlic i bibliotek oraz obsługa punktu informacji turystycznej przy ulicy Mickiewicza. Mieszkańcy mają szansę uczestniczyć w kołach zainteresowań, zrzeszać w klubach i stowarzyszeniach. MOKSiT w Barczewie gościł m.in. Rudi Schuberth, Akcent, Grupa Operacyjna, Enej. Stałe imprezy organizowane przez Miejski Dom Kultury to:
- Dni Barczewa,
- Dożynki gminne,
- Przegląd Teatrów Dziecięcych i Młodzieżowych „Złota Kaczka”,
- Wyścig kolarski „Tour de Warmia”.
- Międzynarodowy Festiwal Chóralny im. Feliksa Nowowiejskiego, który jest najważniejszą imprezą kulturalną w gminie Barczewo, odbywa się corocznie od 2002 roku na przełomie maja i czerwca. Inicjatorem powstania Festiwalu był Jan Połowianiuk – wykładowca Uniwersytetu Warmińsko-Mazurskiego w Olsztynie, dyrygent, chórmistrz, popularyzator muzyki Feliksa Nowowiejskiego. W organizacji Festiwalu biorą udział mieszkańcy miasta, tutejsze szkoły, jak i Stowarzyszenie Inicjatyw Obywatelskich w Barczewie. Otwarcie każdego festiwalu polega na przejściu przez wszystkie chóry, jak i publiczność przez znaczną część Barczewa, tzn. od pomniku Feliksa Nowowiejskiego przy Szkole Podstawowej do Kościoła św. Anny przy ulicy Kopernika na Osiedlu Stare Miasto. W ciągu 3–4 dni na terenie gminy Barczewo, jak i w okolicznych gminach odbywają się koncerty, oceniane przez jury. Ostateczny werdykt ogłoszony zostaje tradycyjnie w kościele św. Anny w Barczewie.

Od 2000 roku organizowany jest przez Radnych Rady Miejskiej w Barczewie oraz Stowarzyszenie Inicjatyw Obywatelskich plebiscyt „Barczewianin Roku”. Kapituła nagradza najbardziej zasłużonego i godnego tego zaszczytu mieszkańca Barczewa.

### Organizacje, stowarzyszenia
- Stowarzyszenie Inicjatyw Obywatelskich w Barczewie
- Stowarzyszenie Miłośników Historii Organizacji Młodzieżowych „Pokolenia” Koło w Barczewie
- Stowarzyszenie Społeczno-Kulturalne „Pojezierze” Oddział Barczewo
- Stowarzyszenie „Każdemu Dać Szansę”
- Terenowe Koło Krajowego Związku Emerytów i Rencistów Służby Więziennej przy Zakładzie Karnym w Barczewie
- Polskie Stowarzyszenie Na Rzecz Osób Z Upośledzeniem Umysłowym Koło Terenowe w Barczewie
- Związek Ochotniczych Straży Pożarnych w Barczewie
- Stowarzyszenie Przedsiębiorców w Barczewie
- Polski Związek Wędkarski Koło w Barczewie
- Stowarzyszenie Przyjaciół w Barczewie
- Lokalna Grupa Działania Stowarzyszenie „Południowa Warmia”
- Gminny Klub Sportowy „Pisa” w Barczewie
- Ludowy Uczniowski Klub Sportowy Surma
- Warmiński Klub Sportowy „Volley Ball”
- Uczniowski Klub Sportowy „Gala”[30]
- Gminne Zrzeszenie Ludowe Zespoły Sportowe
- Jeździecki Klub Sportowy „U Robsonów”

## Władze miasta i gminy Barczewo (kadencja 2024-2029)
- Burmistrz – Grzegorz Matłoka

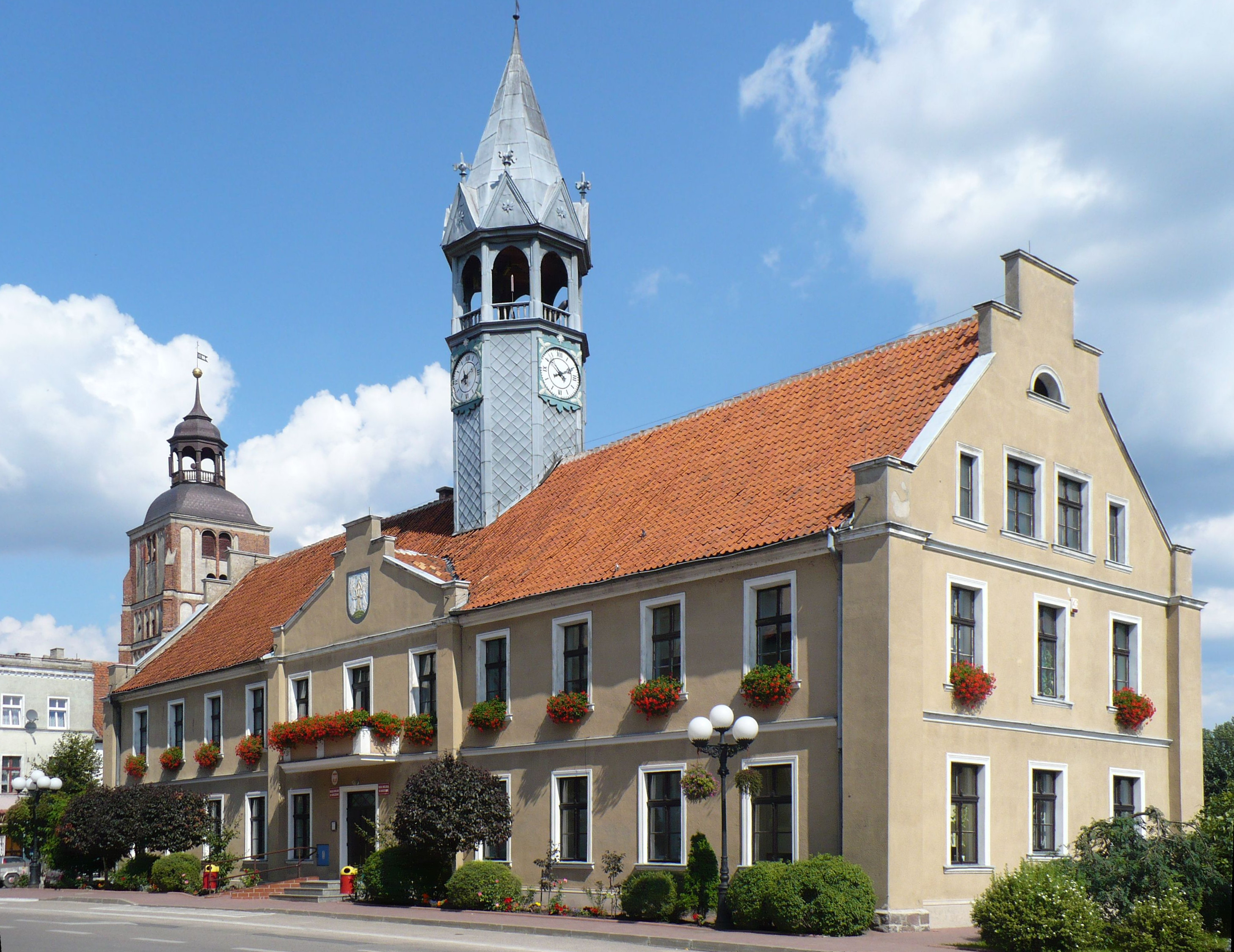
Ratusz miejski, w tle widoczna wieża kościoła św. Anny

- Przewodniczący Rady Miejskiej – Mirosław Małkowski

## Transport
Transport drogowy

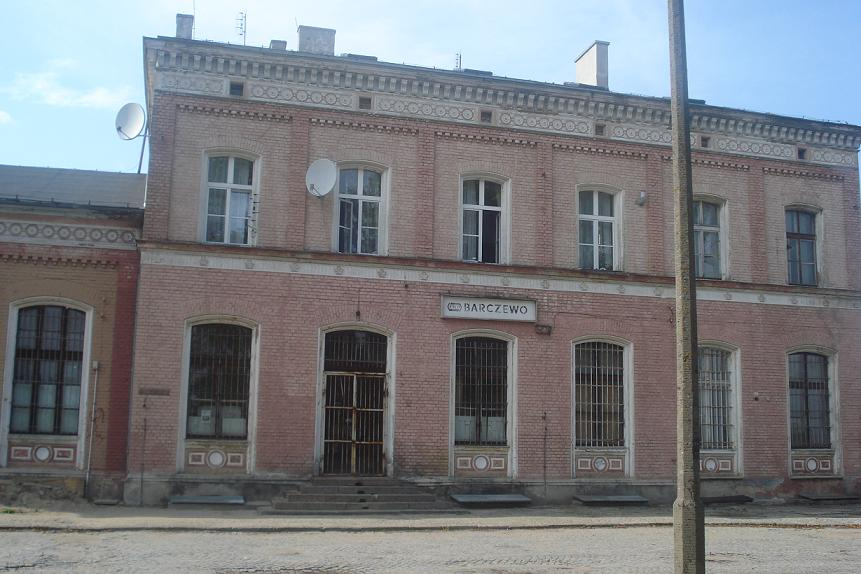
Budynek Dworca PKP na Osiedlu Zatorze

W mieście krzyżują się drogi krajowe i wojewódzkie:
- droga krajowa nr 16 (Dolna Grupa – Grudziądz – Iława – Ostróda – Olsztyn – Barczewo – Mrągowo – Ełk – Augustów – przejście graniczne z Litwą w Ogrodnikach)
- droga wojewódzka nr 595 (Jeziorany – Barczewo)

Projekt utworzenia miejskiej komunikacji autobusowej
Projekt zakłada utworzenie dwóch linii autobusowych kursujących w obrębie miasta i okolicznych wsi. Powstał w celu ułatwienia przemieszczania się po Barczewie. Z jednej strony zakłada się ułatwienie transportu osobom mieszkającym w Ruszajnach i we Wrocikowie na łatwiejsze i szybsze i bezpieczniejsze dotarcie do szkół i pracy, z drugiej strony tańszy transport do Łęgajn. Po przeanalizowaniu zapotrzebowania na transport okazało się, że przy co godzinnych kursach inwestycja mogłaby przynieść wymierne korzyści.
- Linia nr 1 – Łęgajny (Szkoła podstawowa) – Łęgajny (pętla) – Wrocikowo – Warmińska – Północna (Gimnazjum) – Wojska Polskiego (Szkoła Podstawowa) – Słowackiego (Przedszkole) – Szczepańskiego – Norwida/Brzechwy – Orzeszkowej – Konopnickiej – Kraszewskiego – Armii Krajowej – Warmińska (pętla) – Mickiewicza – Kopernika – Ratusz – Obrońców Warszawy – Kościuszki (Cmentarz) – Osiedle Sójcze Wzgórze
- Linia nr 2 – Ruszajny – Kajki – Miła – Zatorze (Pułaskiego – Dworzec PKP) – nawrót: Wojska Polskiego – Północna (Gimnazjum) – Warmińska – Osiedle Zielone: Ogrody Działkowe – nawrót do obwodnicy: Wrocikowo – Olsztyńska – Mickiewicza – Warmińska: Pętla – Armii Krajowej – Wojska Polskiego – Słowackiego(Przedszkole) – Lipowa – Orzeszkowej – Korczaka – Norwida – Wańkowicza – Osiedle Domków Jednorodzinnych (Leśmiana)

Transport kolejowy
Przez Barczewo przebiega linia kolejowa Czerwonka – Ełk, dzięki której miasto ma połączenie m.in. z Olsztynem i Ełkiem.
Transport publiczny
Przez Barczewo przejeżdżają autobusy PKS oraz prywatne linie: busy M.Maziec, Intertrans, Wojtex, Bus Kormoran. W Barczewie znajduje się kilka przystanków. Przy ulicy Kościuszki, Warmińskiej, Wojska Polskiego, przy ulicy Zatorze i na Placu Ratuszowym.

## Atrakcje turystyczne

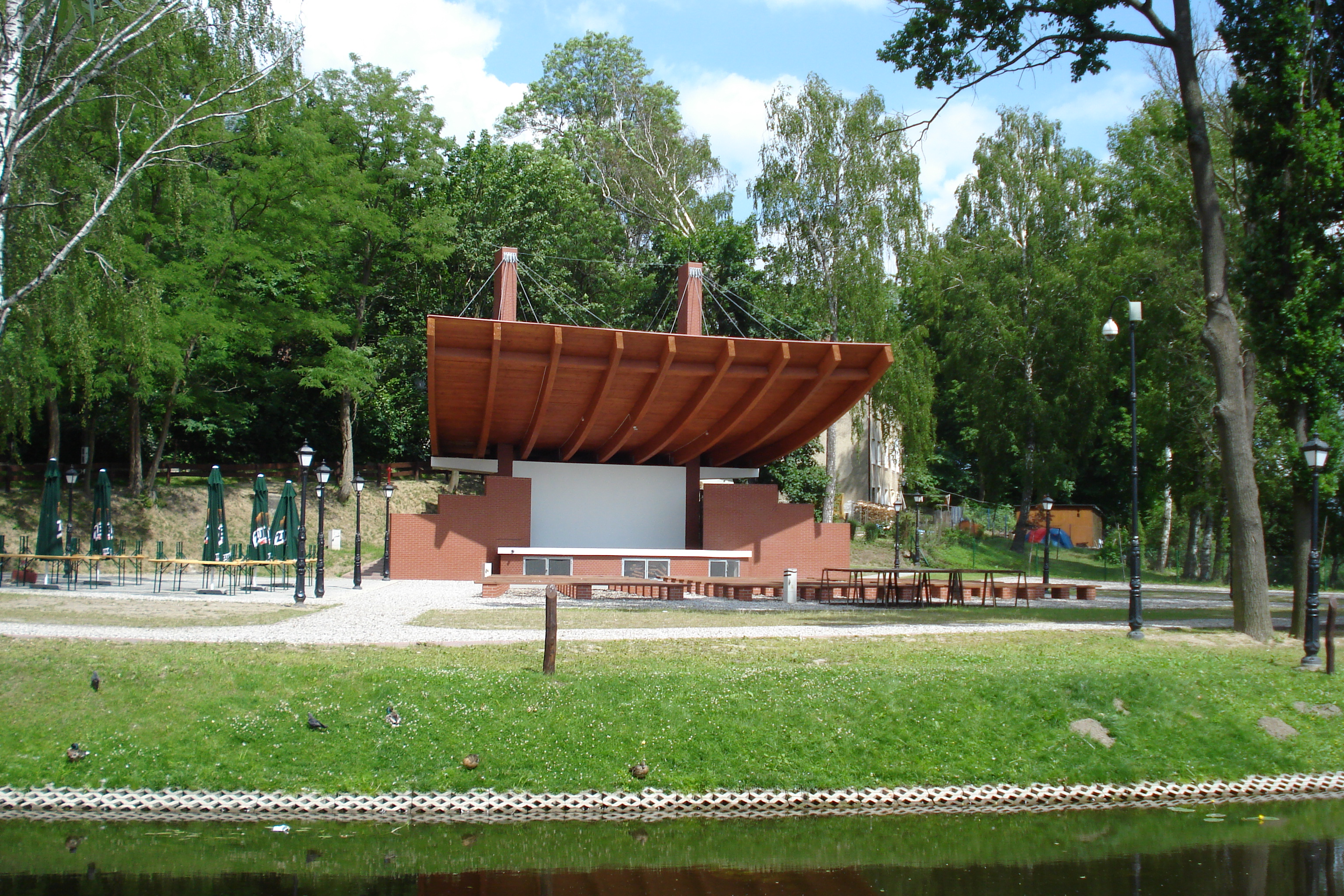
Amfiteatr

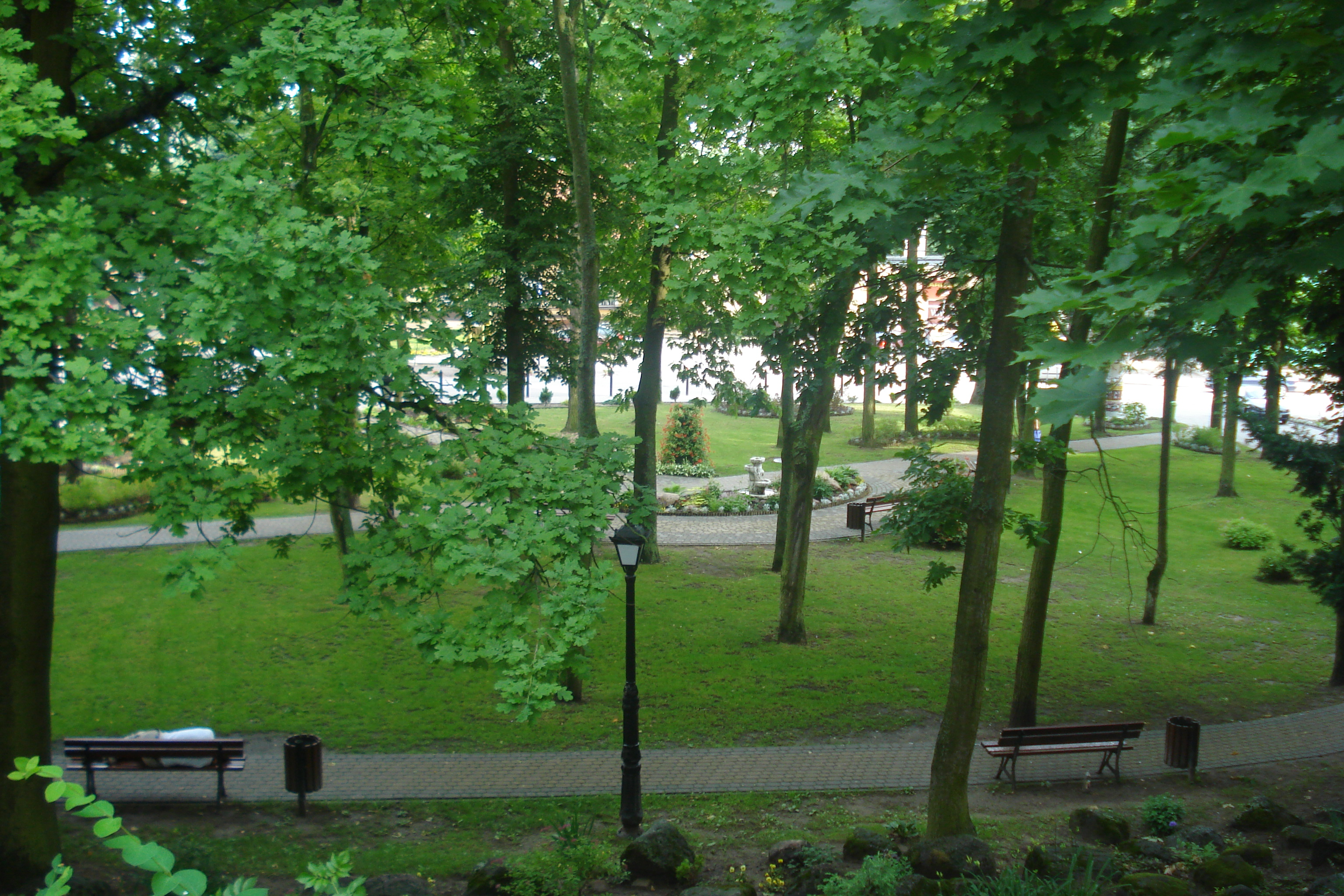
Park przy rzece Pisa

Przez Barczewo przepływają dwie rzeki: Pisa oraz Kiermas. W mieście jest 14 mostów znajdujących się na terenie Starego Miasta. W centrum miasta, niedaleko kościoła św. Anny, znajduje się staw młyński (zwany więziennym) z Amfiteatrem Miejskim. W mieście znajdują się tereny zielone służące rekreacji, między innymi park przy ulicy Krótkiej, park przy ulicy Armii Krajowej, jak i droga wzdłuż rzeki Pisy ciągnąca się od Szpitala Miejskiego do granic miasta w kierunku plaży miejskiej o długości około 3 kilometrów. 1,5 km od Barczewa znajduje się plaża miejska nad jeziorem Orzyc. Barczewo okalają także jeziora: Dobrąg, Wadąg, Kiermas, Umląg, Kierzlińskie, Pisz, Tumiańskie.
Przez Barczewo przebiega także szlak pielgrzymkowy do katedry w Santiago de Compostela w północno-zachodniej Hiszpanii. Jest to Droga św. Jakuba, nazywana często Camino de Santiago.
Trasy rowerowe
- szlak niebieski: Barczewo – Lamkowo – Barczewko – Barczewo.

Długość trasy: 32 km.
- Szlak żółty: Barczewo – Tumiany -Bartołty Wielkie – Jedzbark – Barczewo.

Długość trasy: 32,5 km.
- Szlak czerwony: Barczewo – Wipsowo – Dadaj – Ramsowo – Barczewo. Długość trasy: 57,9 km.
- Szlak zielony: Barczewo – Mokiny – Łęgajny – Barczewko – Barczewo.

Długość trasy: 25,2 km.

## Edukacja

### Przedszkola i szkoły podstawowe

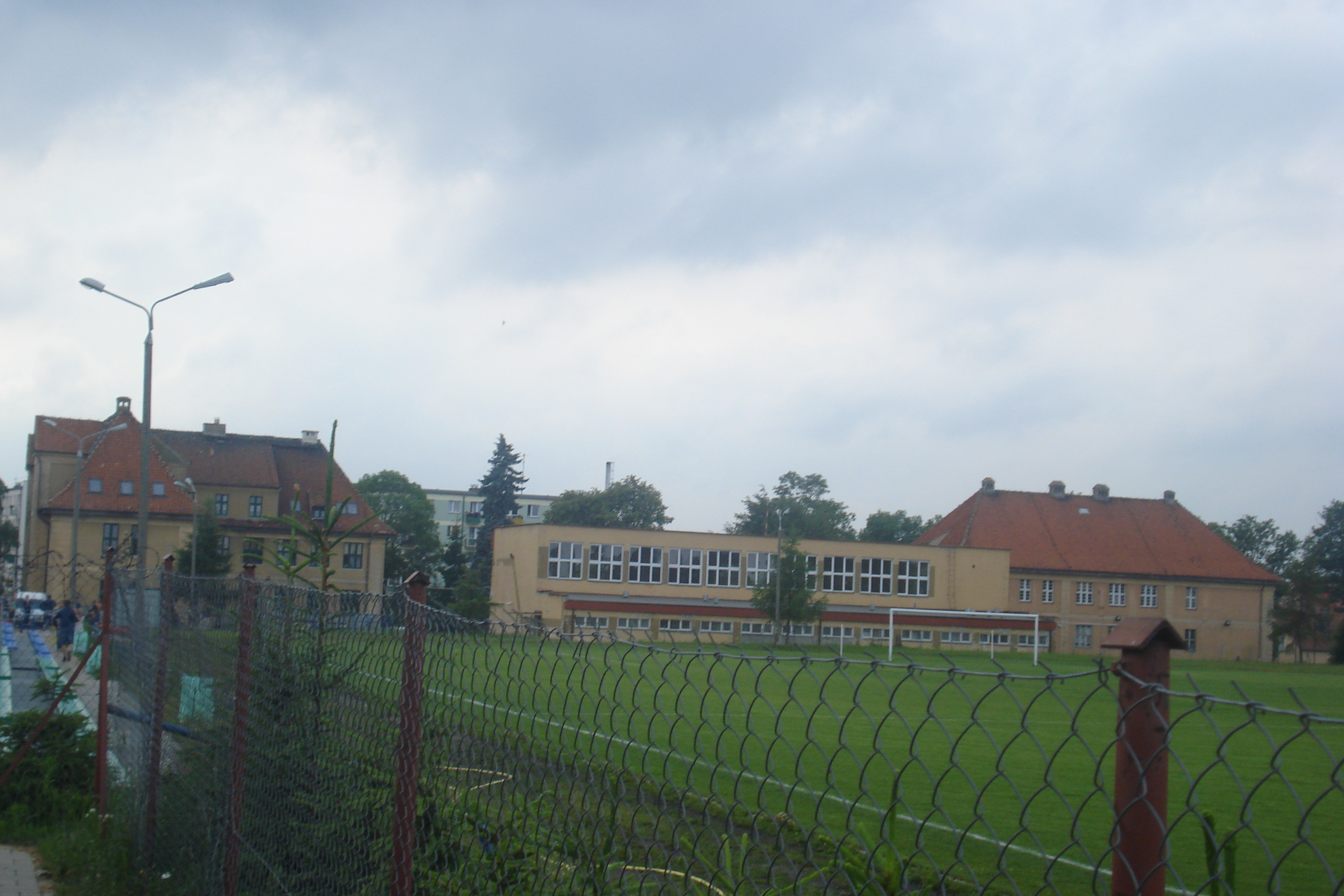
Szkoła Podstawowa w Barczewie

- Przedszkole Miejskie – znajdujące się przy ulicy Słowackiego. W przedszkolu funkcjonuje 10 klas, do których uczęszczają dzieci w wieku od 3 do 6 lat.
- Szkoła Podstawowa nr 1 im. Feliksa Nowowiejskiego – znajduje się przy ulicy Wojska Polskiego (w dwóch budynkach: Wojska Polskiego 34 (biblioteki) i 36 (budynku szkoły)). Szkoła jest jednym z organizatorów Międzynarodowego Festiwalu Chóralnego im. Feliksa Nowowiejskiego[33]. Szkoła Podstawowa zawiera się w trzech budynkach. W dwóch z nich znajdują się sale lekcyjne, a w trzecim biblioteka.
- Szkoła Podstawowa nr 2 w Zakładzie Poprawczym w Barczewie
- Zespół Szkół w Barczewie ulicy Północnej 14 w którego skład wchodzą:

Liceum Ogólnokształcące w Barczewie
Szkoła Podstawowa Nr 3 w Barczewie im. Ziemi Warmińskiej w Barczewie
Liceum Ogólnokształcące dla Dorosłych w Barczewie
Szkoła Branżowa I Stopnia w Barczewie

### Gimnazja

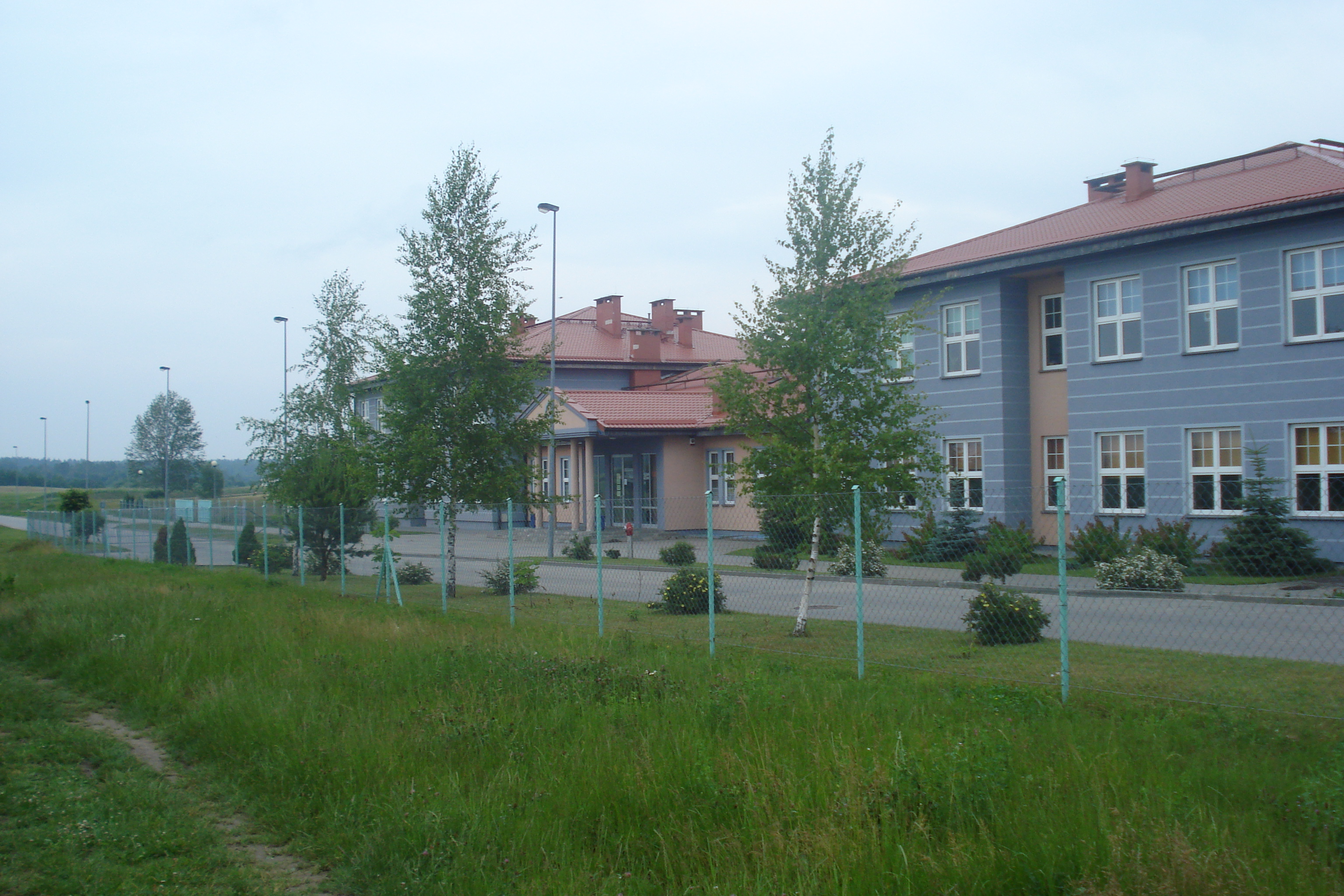
Gimnazjum nr 1 im. Ziemi Warmińskiej

- Gimnazjum nr 1 im. Ziemi Warmińskiej – znajduje się przy ulicy Północnej 14. Gimnazjum przez 6 lat swojej działalności miało swoje trzy siedziby: przy ulicy Wojska Polskiego w budynku Szkoły Podstawowej, przy ulicy Słowackiego, w miejscu placówki Barczewskiego Domu Kultury oraz przy ulicy Zielonej. W 2006 roku oddano do użytku nowoczesny kompleks edukacyjny zawierający 20 sal edukacyjnych, stołówkę i bibliotekę z centrum multimedialnym, a w 2009 pełnowymiarową halę sportową wraz z siłownią i salką gimnastyczną, a także 5 nowych sal lekcyjnych, klasę multimedialną, salę konferencyjną i świetlicę.
- Gimnazjum nr 2 – znajduje się w budynku Zakładu Poprawczego przy ulicy Wojska Polskiego.
- Szkoła Zawodowa w Barczewie – znajduje się w budynku Zakładu Poprawczego przy ulicy Wojska Polskiego.

## Sport
W mieście swą siedzibę ma klub piłkarski Pisa Barczewo, występujący w od sezonu 2008/09 w IV Lidze, gr. warmińsko-mazurskiej. W drużynie tej grał m.in. Tomasz Zahorski. Działa tu też klub kolarski LUKK Krokus Barczewo, którego zawodniczką jest Małgorzata Jasińska, mistrzyni Polski w kolarstwie szosowym. Przy ulicy Północnej 14 znajduje się pełnowymiarowa, posiadająca 500 miejsc siedzących hala sportowo-widowiskowa. Oddana została do użytku w 2009 roku.

## Osiedla i dzielnice
- Stare Miasto – obszar zawierający się wewnątrz starych murów miejskich
- Nowe Miasto – zawiera Osiedle Słoneczne, drugie pod względem liczby mieszkańców (około 2 tysiące osób), bloki i zabudowania wzdłuż ulicy Wojska Polskiego
- Osiedle Domków Jednorodzinnych – największe pod względem powierzchni osiedle w Barczewie, zamieszkuje je prawie 3 tysiące mieszkańców.
- Osiedle Sójcze Wzgórze – zawiera obszar cmentarza, zakładu karnego, osiedla bloków przy cmentarzu oraz osiedla domków jednorodzinnych wzdłuż ulicy Kościuszki i Granicznej
- Zatorze – zawiera zakłady przemysłowe i pojedyncze zabudowania wokół dworca PKP w stronę Jezioran
- Osiedle Zielone – zabudowania wzdłuż ulicy Warmińskiej, osiedle bloków i domów szeregowych przy ulicy Zielonej i Wiejskiej oraz teren ogródków zielonych rozciągający się w stronę Barczewka
- Osiedle Zielone Wzgórze – budowa rozpoczęła się w 2013 roku. Obecnie 9 bloków mieszkalnych o kondygnacji trzech pięter. Osiedle budowane wzdłuż ulicy Warmińskiej.

## Handel
- Dyskonty – Stokrotka[37], abc (2), Biedronka, Polomarket, Lewiatan, Lidl, Rossmann, Dealz, Pepco, Hipper, Sinsay, Żabka
- Targowiska miejskie – Targowisko główne (ul. Wojska Polskiego 7, obok budynku TVK Macrosat),
- Sklepy RTV i AGD –  Media Expert, Max Elektro
- Stacje paliw – Orlen (1)[38], i mniejsze stacje prywatne

## Wspólnoty wyznaniowe
- Kościół rzymskokatolicki

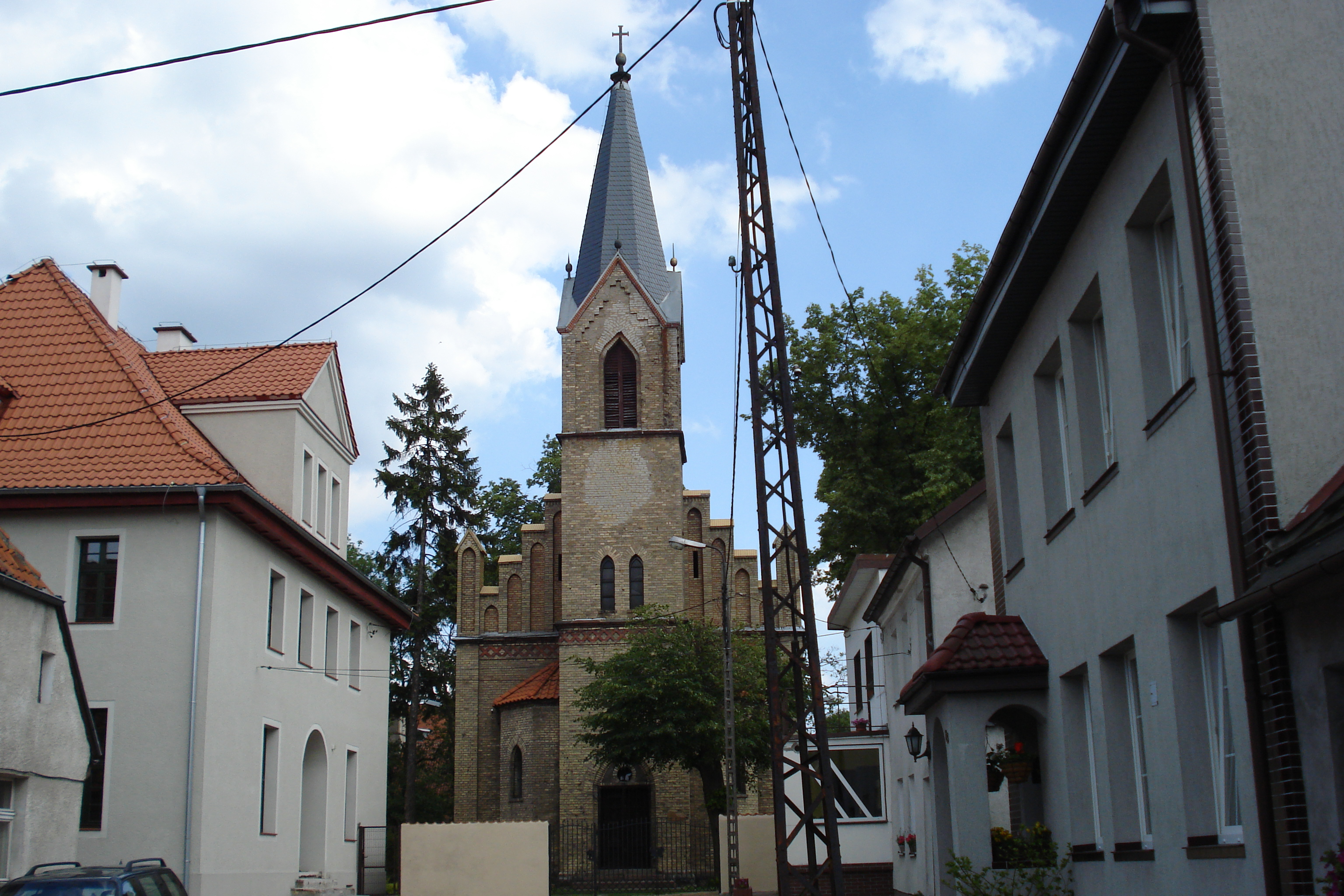
Kościół poewangelicki na Starym Mieście

  - Parafia św. Andrzeja Apostoła w Barczewie
  - Parafia św. Anny w Barczewie

## Miasta partnerskie
- Hagen am Teutoburger Wald, Niemcy[39]